# Ataenius michelii
Ataenius michelii är en skalbaggsart som beskrevs av Fortuné Chalumeau 1978. Ataenius michelii ingår i släktet Ataenius och familjen Aphodiidae. Inga underarter finns listade.